# Can Vidalet (metropolitana di Barcellona)
Can Vidalet è una stazione della linea 5 della Metropolitana di Barcellona.
La stazione fu inaugurata nel 1976 ma fino al 1980 portò il nome di Maladeta.
La stazione si trova sotto Carrer de la Maladeta e tra Carrer de la Mina e Carrer Hortensia.